# Lengua unami
Unami  era una lengua algonquina hablada por el pueblo lenape a finales del siglo XVII y principios del XVIII, en lo que más tarde se convertiría en los dos tercios meridionales de Nueva Jersey, el sureste de Pensilvania y los dos tercios septentrionales de Delaware, y más tarde en Ontario, Canadá y Oklahoma. Es una de las dos lenguas de Delaware; la otra es la Munsee. El último hablante fluido de unami en Estados Unidos, Edward Thompson, de la Tribu de indios Delaware, falleció el 31 de agosto de 2002. Su hermana Nora Thompson Dean (1907-1984) proporcionó valiosa información sobre la lengua a lingüistas y otros estudiosos.
Lenni-Lenape significa literalmente 'Hombres de Hombres', pero se traduce como 'Pueblo Originario'. Los nombres lenape de las zonas que habitaban eran Scheyichbi (es decir, Nueva Jersey), que significa 'orilla del agua', y Lenapehoking, que significa 'en la tierra de los indios Delaware'. Describe la antigua patria de todos los indios delaware, tanto unami como munsee. Los ingleses dieron el nombre del primer gobernador de la colonia de Jamestown, Lord De La Warr, al río que atravesaba gran parte de la zona de distribución tradicional de los lenape y, en consecuencia, se referían a las personas que vivían alrededor del río como "indios delaware".